# Бен-Шемен
Бен-Ше́мен (івр. בֶּן שֶׁמֶן) — мошав і молодіжне селище, розташоване у центральній частині Ізраїлю за кілька кілометрів на схід від міста Лод. Адміністративно належить до регіональної ради Хевель Модіїн.

## Історія
Первинно поселення Бен-Шемен було створено 1905 року та стало одним з перших, створених Єврейським національним фондом у Палестині. Назву було взято з книги Ісаї: «Виноградник був у Друга мого на родючому пагорбі» (5:1).
Поселення евакуйовувалось під час Першої світової та Арабо-ізраїльської (1947—1949) війн. Відновлений 1952 року.

## Відомі особи
- Шуламіт Алоні
- Моше Кацав
- Шимон Перес